# Acciaio 18NiCrMo5
L'acciaio 18 NiCrMo5 è la denominazione secondo la norma UNI (K2D secondo la denominazione SIAU), di un acciaio da cementazione; esso appartiene al secondo gruppo ed è debolmente legato.

## Caratteristiche
È un acciaio con buone proprietà meccaniche ed è indicato per trattamenti termici di cementazione, cioè trattamenti termici di diffusione di un elemento cementante all'interno della struttura dell'acciaio, questo per aumentarne la durezza superficiale. Solitamente il mezzo cementante più utilizzato è il carbonio. Cementazioni che utilizzano l'azoto vengono chiamate nitrurazioni. Il K2D ha al suo interno una percentuale di carbonio di circa lo 0,18%.
Le sue caratteristiche meccaniche:
- modulo di elasticità normale "E" di circa 230000 N/mm2.
- carico unitario di rottura a trazione "Rm" di circa 980 N/mm2.

La durezza di questo tipo di acciaio si aggira intorno ai 98 HRB.